# ASO Chlef
Association Sportive Olympique de Chlef w skrócie ASO Chlef – algierski klub piłkarski z siedzibą w Szalifie, grający w pierwszej lidze algierskiej.

## Sukcesy
- I liga[1]:
  - mistrzostwo (1): 2010/2011.
  - wicemistrzostwo (1): 2007/2008.

- Puchar Algierii[2]:
  - zwycięstwo (2): 2005. 2023

## Występy w afrykańskich pucharach
| Sezon | Rozgrywki           | Runda              | Kraj                          | Klub                     | Dom | Wyjazd | Dwumecz      |
| ----- | ------------------- | ------------------ | ----------------------------- | ------------------------ | --- | ------ | ------------ |
| 2006  | Puchar Konfederacji | wstępna            | Mauretania                    | ASC Entente              | –   | –      | –            |
| 2006  | Puchar Konfederacji | 1                  | Senegal                       | AS Douanes               | 0–0 | 0–1    | 0–1          |
| 2007  | Puchar Konfederacji | wstępna            | Mauretania                    | ASAC Concorde            | 2–1 | 1–0    | 3–1          |
| 2007  | Puchar Konfederacji | 1                  | Egipt                         | ENPPI Club               | 0–0 | 1–0    | 1–0          |
| 2007  | Puchar Konfederacji | 2                  | Sudan                         | Al-Merreikh Omdurman     | 1–0 | 0–3    | 1–3          |
| 2009  | Liga Mistrzów       | 1                  | Gwinea                        | Fello Star               | 1–0 | 2–1    | 3–1          |
| 2009  | Liga Mistrzów       | 2                  | Tunezja                       | Étoile Sportive du Sahel | 0–0 | 1–2    | 1–2          |
| 2012  | Liga Mistrzów       | wstępna            | Burkina Faso                  | ASFA Yennenga            | 4–1 | 0–0    | 4–1          |
| 2012  | Liga Mistrzów       | 1                  | Demokratyczna Republika Konga | AS Vita Club             | 0–0 | 3–2    | 3–2          |
| 2012  | Liga Mistrzów       | 2                  | Sudan                         | Al-Hilal Omdurman        | 1–1 | 1–1    | 2–2 (k. 4–2) |
| 2012  | Liga Mistrzów       | gr. A (3. miejsce) | Tunezja                       | Étoile Sportive du Sahel | –   | –      | –            |
| 2012  | Liga Mistrzów       | gr. A (3. miejsce) | Tunezja                       | Espérance Tunis          | 0–6 | 1–5    | 1–11         |
| 2012  | Liga Mistrzów       | gr. A (3. miejsce) | Nigeria                       | Sunshine Stars           | 1–2 | 0–2    | 1–4          |
| 2015  | Puchar Konfederacji | wstępna            | Sierra Leone                  | Kamboi Eagles FC         | 2–0 | 0–1    | 2–1          |
| 2015  | Puchar Konfederacji | 1                  | Gwinea                        | Horoya AC                | 1–0 | 0–1    | 1–1 (k. 5–4) |
| 2015  | Puchar Konfederacji | 2                  | Tunezja                       | Club Africain            | 1–1 | 0–1    | 1–2          |

## Stadion
Domowe mecze klub rozgrywa na stadionie o nazwie Malab Muhammad Bumizrak w Szalifie. Stadion może pomieścić 50000 widzów.